# NGC 4153
NGC 4153 (NGC 4147) je kuglasti skup u zviježđu Berenikinoj kosi. Naknadno je utvrđeno da je NGC 4147 isti skup.

## Vanjske poveznice
- (eng.) SEDS: NGC 4153
- (eng.) Revidirani Novi opći katalog
- (eng.) Izvangalaktička baza podataka NASA-e i IPAC-a
- (eng.) Astronomska baza podataka SIMBAD
- (eng.) VizieR